# GAC Trumpchi GA 6
Der GAC Trumpchi GA 6 ist eine Mittelklasse-Limousine der Submarke GAC Trumpchi der chinesischen Guangzhou Automobile Group.

## 1. Generation (2014–2019)
Vorgestellt wurde die erste Generation der Baureihe als Konzeptfahrzeug auf der Beijing Auto Show im April 2014. Die 4,85 Meter lange Serienversion debütierte im November 2014 auf der Guangzhou Auto Show. Im darauffolgenden Monat kam der Trumpchi GA 6 in China in den Handel. Angetrieben wurde er zunächst entweder von einem 1,6-Liter-Ottomotor mit 116 kW (158 PS) oder einem 1,8-Liter-Ottomotor mit 130 kW (177 PS). Im März 2016 ersetzte ein 1,5-Liter-Ottomotor mit 112 kW (152 PS) die beiden anderen Antriebe.

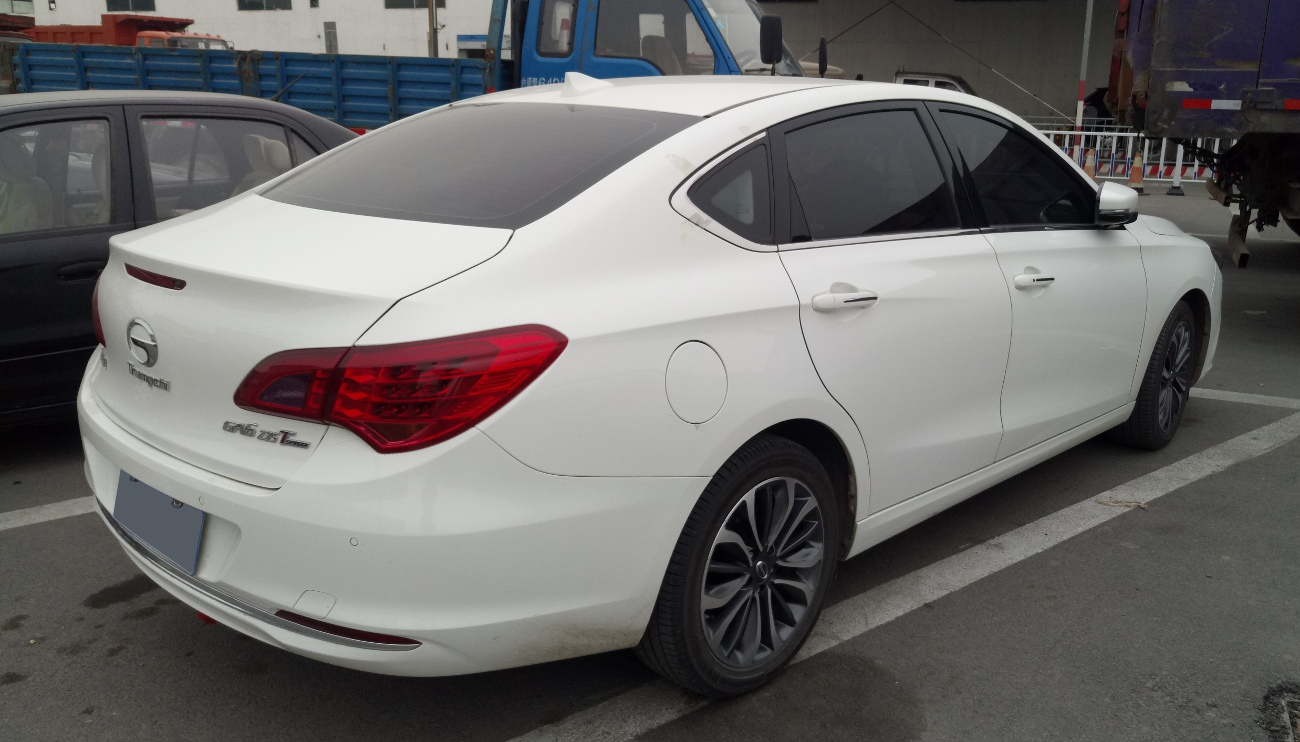
Heckansicht
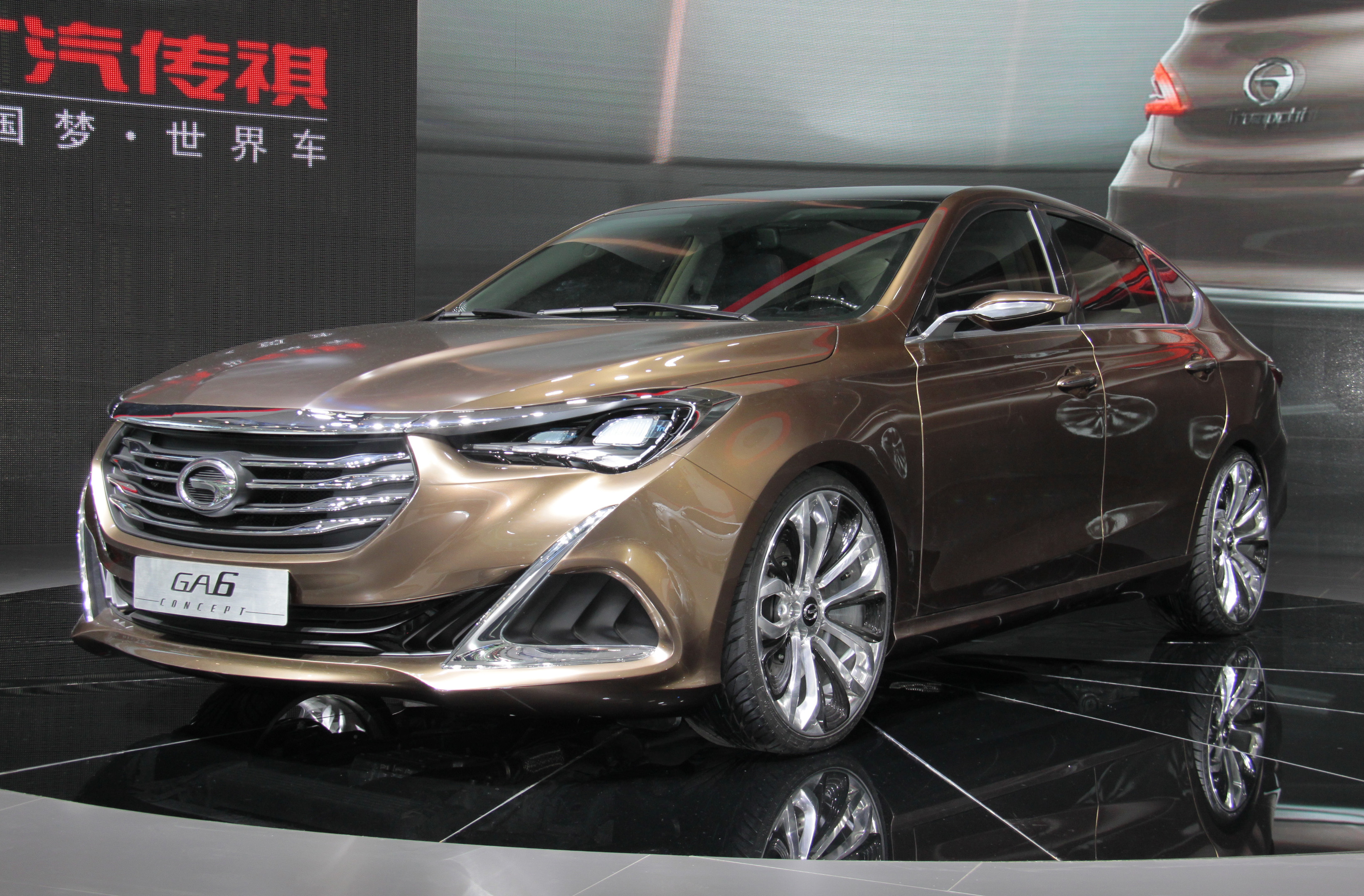
GAC Trumpchi GA6 Concept auf der Beijing Auto Show 2014

### Technische Daten
| Kenngrößen                                  | 235T                               | 1.6T                         | 1.8T                             |
| Bauzeitraum                                 | 03/2016–08/2019                    | 12/2014–03/2016              | 12/2014–03/2016                  |
| Motorkenndaten                              |                                    |                              |                                  |
| Motortyp                                    | R4-Ottomotor                       | R4-Ottomotor                 | R4-Ottomotor                     |
| Motoraufladung                              | Turbolader                         | Turbolader                   | Turbolader                       |
| Hubraum                                     | 1495 cm³                           | 1598 cm³                     | 1751 cm³                         |
| max. Leistung                               | 112 kW (152 PS) bei 5000/min       | 116 kW (158 PS) bei 5250/min | 130 kW (177 PS) bei 5250/min     |
| max. Drehmoment                             | 235 Nm bei 1450–4250/min           | 216 Nm bei 1700–5000/min     | 242 Nm bei 1700–5250/min         |
| Kraftübertragung                            |                                    |                              |                                  |
| Antrieb                                     | Vorderradantrieb                   | Vorderradantrieb             | Vorderradantrieb                 |
| Getriebe, serienmäßig                       | 5-Gang-Schaltgetriebe              | 5-Gang-Schaltgetriebe        | 7-Stufen-Doppelkupplungsgetriebe |
| Getriebe, optional                          | [7-Stufen-Doppelkupplungsgetriebe] | —                            | —                                |
| Messwerte                                   |                                    |                              |                                  |
| Leergewicht                                 | 1480 kg [1518 kg]                  | 1480 kg                      | 1542 kg                          |
| Höchstgeschwindigkeit                       | k. A.                              | k. A.                        | k. A.                            |
| Beschleunigung, 0–100 km/h                  | k. A.                              | 10,5 s                       | 9,5 s                            |
| Kraftstoffverbrauch auf 100 km (kombiniert) | 6,4 l Super [6,1–6,3 l Super]      | 6,7 l Super                  | 6,8 l Super                      |
| Tankinhalt                                  | 70 l                               | 70 l                         | 70 l                             |
| Abgasnorm                                   | China V                            | China V                      | China V                          |

## 2. Generation (2019–2023)
Die zweite Generation des Trumpchi GA 6 wurde im April 2019 auf der Shanghai Auto Show vorgestellt. Auf dem chinesischen Heimatmarkt kam sie im August 2019 auf den Markt. Angetrieben wird das 4,89 Meter lange Fahrzeug ausschließlich von einem 1,5-Liter-Ottomotor mit 124 kW (169 PS).

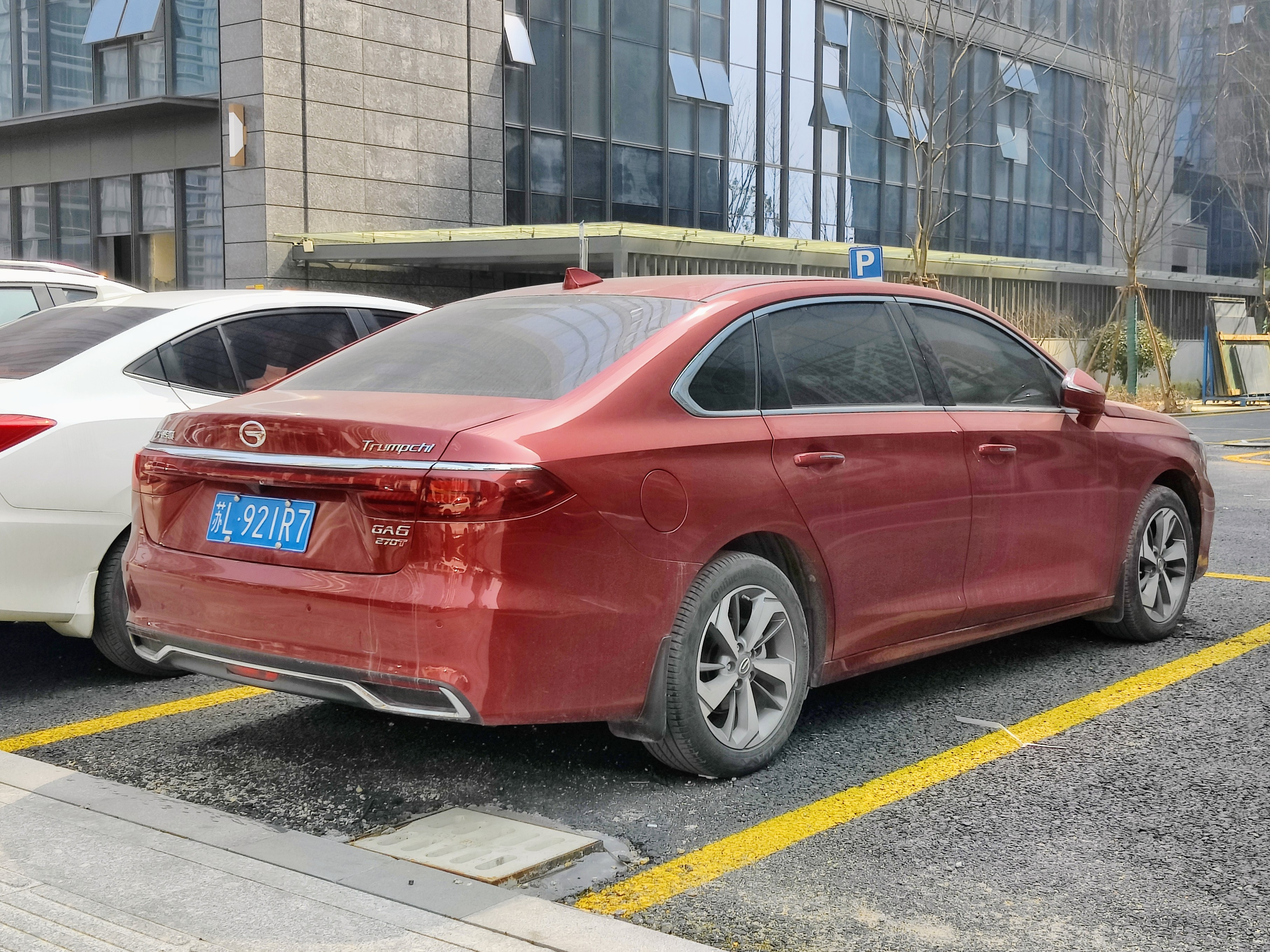
Heckansicht

### Technische Daten
| Kenngrößen                                  | 270T                         |
| Bauzeitraum                                 | 08/2019–2023                 |
| Motorkenndaten                              |                              |
| Motortyp                                    | R4-Ottomotor                 |
| Motoraufladung                              | Turbolader                   |
| Hubraum                                     | 1495 cm³                     |
| max. Leistung                               | 124 kW (169 PS) bei 5000/min |
| max. Drehmoment                             | 265 Nm bei 1700–4000/min     |
| Kraftübertragung                            |                              |
| Antrieb                                     | Vorderradantrieb             |
| Getriebe                                    | 6-Stufen-Automatikgetriebe   |
| Messwerte                                   |                              |
| Leergewicht                                 | 1455–1512 kg                 |
| Höchstgeschwindigkeit                       | 200 km/h                     |
| Beschleunigung, 0–100 km/h                  | 9,6 s                        |
| Kraftstoffverbrauch auf 100 km (kombiniert) | 6,3–6,6 l Super              |
| Tankinhalt                                  | 55 l                         |
| Abgasnorm                                   | China VI                     |